# جاکومو نیتزولو
جاکومو نیتزولو (ایتالیایی: Giacomo Nizzolo؛ زادهٔ ۳۰ ژانویهٔ ۱۹۸۹) دوچرخه‌سوار اهل ایتالیا است.
از باشگاه‌هایی که در آن رکاب زده‌است می‌توان به تیم ترک-سگافردو اشاره کرد.